# Родни (Ајова)
Родни (енгл. Rodney) град је у америчкој савезној држави Ајова. По попису становништва из 2010. у њему је живело 60 становника.

## Демографија
Према попису становништва из 2010. у граду је живело 60 становника, што је -14 (-18.9%) становника више него 2000. године.
| Група             | 2000.      | 2010.      |
| Белци             | 73 (98,6%) | 54 (90,0%) |
| Афроамериканци    | 0 (0,0%)   | 0 (0,0%)   |
| Азијати           | 0 (0,0%)   | 0 (0,0%)   |
| Хиспаноамериканци | 0 (0,0%)   | 0 (0,0%)   |
| Укупно            | 74         | 60         |